# Алкмайоніс
«Алкмайоніс» або «Алкмеоніда» (грец. Ἀλκμαιωνίς, лат. Alcmeonis) — одна з давньогрецьких кіклічних поем, написаних на початку VI століття до н. е. Зберіглося лише декілька фрагментів.

## Зміст поеми
Сюжетом поеми стала доля Алкмеона. Він повернувшись із походу епігонів проти Фів, вбив свою матір Еріфілу, яку звинуватив у загибелі батька Амфіарая. Умираючи, мати прокляла сина.
Ще один із збережених фрагментів описує вбивство Фока, батько якого був Еакід, його братами — Пелеєм і Теламоном. Як цей сюжет пов'язаний з основним змістом поеми, залишається невідомим.
«Алкмайоніс» згадується Аполлодом у творі «Міфологічна бібліотека» як одне з джерел опису міфу.
Збережені фрагменти «Алкмайоніс» українською мовою не видавались.